# Hamois
Pour le gentilé, voir Basse-Ham et Le Ham.
Cet article possède un paronyme, voir AMOA.
Hamois (en wallon Hamwè) est un gros village du Condroz en province de Namur, et commune francophone de Belgique (Région wallonne). Il est confluence du Bocq avec deux ruisseaux affluents.
L'hôtel de ville de la nouvelle commune d'Hamois (à partir de 1977) ne se trouve pas à Hamois même mais dans le village voisin d'Emptinne.

## Étymologie
L'étymologie de 'Hamois' est obscure. Le mot aurait son origine dans le germanique hemmen signifiant enclos ou hameau. Une autre étymologie, germanique, elle aussi, ferait remonter Hamois au radical « ham » signifiant pré, prairie, pâture ou herbage. En 1145 il est connu sous le nom de 'Halmata'. En 1497 les documents mentionnent:'Hamay'.

## Géographie

### Sections
| # | Nom       | Superficie. (km²) | Habitants (2020) | Habitants par km² | Code INS |
| - | --------- | ----------------- | ---------------- | ----------------- | -------- |
| 1 | Hamois    | 13,16             | 1.967            | 150               | 91059A   |
| 2 | Achet     | 8,36              | 850              | 102               | 91059B   |
| 3 | Mohiville | 7,88              | 458              | 58                | 91059C   |
| 4 | Scy       | 9,75              | 191              | 20                | 91059D   |
| 5 | Emptinne  | 13,88             | 973              | 70                | 91059E   |
| 6 | Natoye    | 14,80             | 1.768            | 119               | 91059F   |
| 7 | Schaltin  | 8,76              | 1.157            | 132               | 91059G   |

### Communes limitrophes
| Assesse | Gesves |             |
|         | Hamois | Havelange   |
| Ciney   | Ciney  | Somme-Leuze |

## Démographie

### Démographie: Avant la fusion des communes
- Source: DGS recensements population
- 1900: Scission de Achet en 1898

### Démographie: Commune fusionnée
En tenant compte des anciennes communes entraînées dans la fusion de communes de 1977, on peut dresser l'évolution suivante:
Les chiffres des années 1831 à 1970 tiennent compte des chiffres des anciennes communes fusionnées.
- Source: DGS , de 1831 à 1981=recensements population; à partir de 1990 = nombre d'habitants chaque 1 janvier[1]

## Histoire
Sous l'Ancien Régime, Hamois relevait de la mairie de Ciney et donc de la Principauté de Liège. Sous le régime français (décret du 22 thermidor an XII - 10 août 1804), Hamois, Achet, Hubinne et Monin forment une seule commune. En 1898, Achet et Monin retrouvent leur autonomie. Cette séparation est l'aboutissement de tensions toujours plus nombreuses entre Achet et Hamois : un contentieux patrimonial dès l'aube du XIXe siècle, et ensuite religieux à partir des années 1870 (l'érection d'une paroisse à Achet et la séparation de Monin et d'autres hameaux), et finalement scolaire quelques années plus tard avec une répartition des enfants en fonction de la géographie religieuse.
Déjà en 1855, Hamois est une des communes les plus peuplées de l'arrondissement. Entre 1871 et 1940 (sans Achet donc à cette date), la population d'Hamois progresse peu: elle passe de 635 à 928 habitants. Au chiffre démographique de 1871, il convient d'ajouter les 590 habitants des autres sections de la commune et des nombreux hameaux. Une densité de population d'une trentaine d'habitants au km². Jusqu'à la fin du XIXe siècle, Hamois est une commune rurale dont les « manants » sont pauvres, toujours soumis aux aléas de la vie et de la météorologie, longtemps rétive aux instruments monétaires et de mesure induits par le système métrique. Il faut attendre les dernières décennies du XIXe siècle et la construction de la ligne de chemin de fer Ciney-Huy pour que la commune se développe. Autour de la gare, sur la route Ciney-Liège, convergent en effet des voiries vitales pour les industries de la région: les fours à chaux d'Achet, les carrières de Schaltin, d'Andenne et de Barsy, les transporteurs de bois venus de Barvaux-Condroz… Une situation enviable qui conduit les autorités locales à se battre (en vain) de 1889 à 1910, pour faire passer le tracé prévu de la ligne vicinale d'Andenne à Ciney par Hamois afin d'ainsi établir une jonction à Melreux avec l'Ourthe. La station sur la ligne Ciney-Statte sera le poumon économique de la localité : une scierie à vapeur, un dépôt d'essence dès le début du XXe siècle.
Après avoir, dès 1916, bénéficié de l'électricité grâce au moulin Warnon, la localité confie le service à la Compagnie Luxembourgeoise d'Électricité en 1930.
Durant la Première guerre mondiale, comme ses voisines, Hamois accueille des civils français évacués de force par l'occupant allemand. Comme à Natoye, ils sont originaires du département de l'Aisne (Faucoucourt - 316 personnes- et Wissignicourt -186 personnes-).

## Héraldique
|  | La ville possède des armoiries. Blasonnement : De sable à trois pals d'or, à fasce ondée d'argent brochant le tout. Source du blasonnement : Heraldy of the World |

## Politique et administration

### Conseil et collège communal 2024-2030
Ci-dessous, le tableau des résultats des élections communales de 2024.
| Parti | Parti         | Voix (2024) | Voix (2018) | % (2024) | % (2018) | +/-   | Sièges  | +/-  | Collège |
| ----- | ------------- | ----------- | ----------- | -------- | -------- | ----- | ------- | ---- | ------- |
|       | 7 PLUS        | 1.571       | -           | 32,17%   | -        | 0.0 % | 6 / 19  | 6.0  | Non     |
|       | Ensemble 2024 | 2.629       | -           | 53,83%   | -        | 0.0 % | 12 / 19 | 12.0 | Oui     |
|       | VERT DEMAIN   | 589         | -           | 12,06%   | -        | 0.0 % | 1 / 19  | 1.0  | Non     |
|       | BOCQVILLE     | 95          | -           | 1,95%    | -        | 0.0 % | 0 / 19  | 0.0  | Non     |
|       | ECOLO         | -           | 984         | -        | 20,59%   | 0.0 % | - / 19  | 3.0  | Non     |
|       | Ensemble 2018 | -           | 3.570       | -        | 74,70%   | 0.0 % | - / 19  | 16.0 | Non     |
|       | OXYGÈNE       | -           | 225         | -        | 4,71%    | 0.0 % | - / 19  | 0.0  | Non     |
| Total | Total         | 4 884       | 4 779       | 100 %    | 100 %    |       | 19      |      |         |

| Collège communal   |                          |                             |
| ------------------ | ------------------------ | --------------------------- |
| Bourgmestre        | Valérie Warzée-Caverenne | MR - Ensemble 2024          |
| 1er Échevin        | Pierre-Henri Roland      | Ensemble 2024               |
| 2e Échevine        | Laurence Chiliatte       | MR - Ensemble 2024          |
| 3e Échevin         | Jonathan Gauthier        | Ensemble 2024               |
| 4e Échevine        | Anne-Laure Pesesse-Grotz | Les Engagés - Ensemble 2024 |
| Présidente du CPAS | Françoise Dawance        | MR - Ensemble 2024          |

## Patrimoine et culture

### Patrimoine architectural
- La chapelle Sainte-Agathe, à Hubinne, date du XIVe siècle dans ses parties anciennes.
- La ferme du Bâtiment à Natoye.
- Liste du patrimoine immobilier classé de Hamois.
- La ligne de chemin de fer, dite ligne du Houyoux et du Bocq, qui reliait Ciney à Statte (Huy) avait sa gare à Hamois. La section Marchin-Ciney est aménagée en RAVeL (35 km).
- Les châteaux de Pickeim et de Buresse.
- Un réseau de 15 promenades pédestres et VTT.

## Galerie de photographies

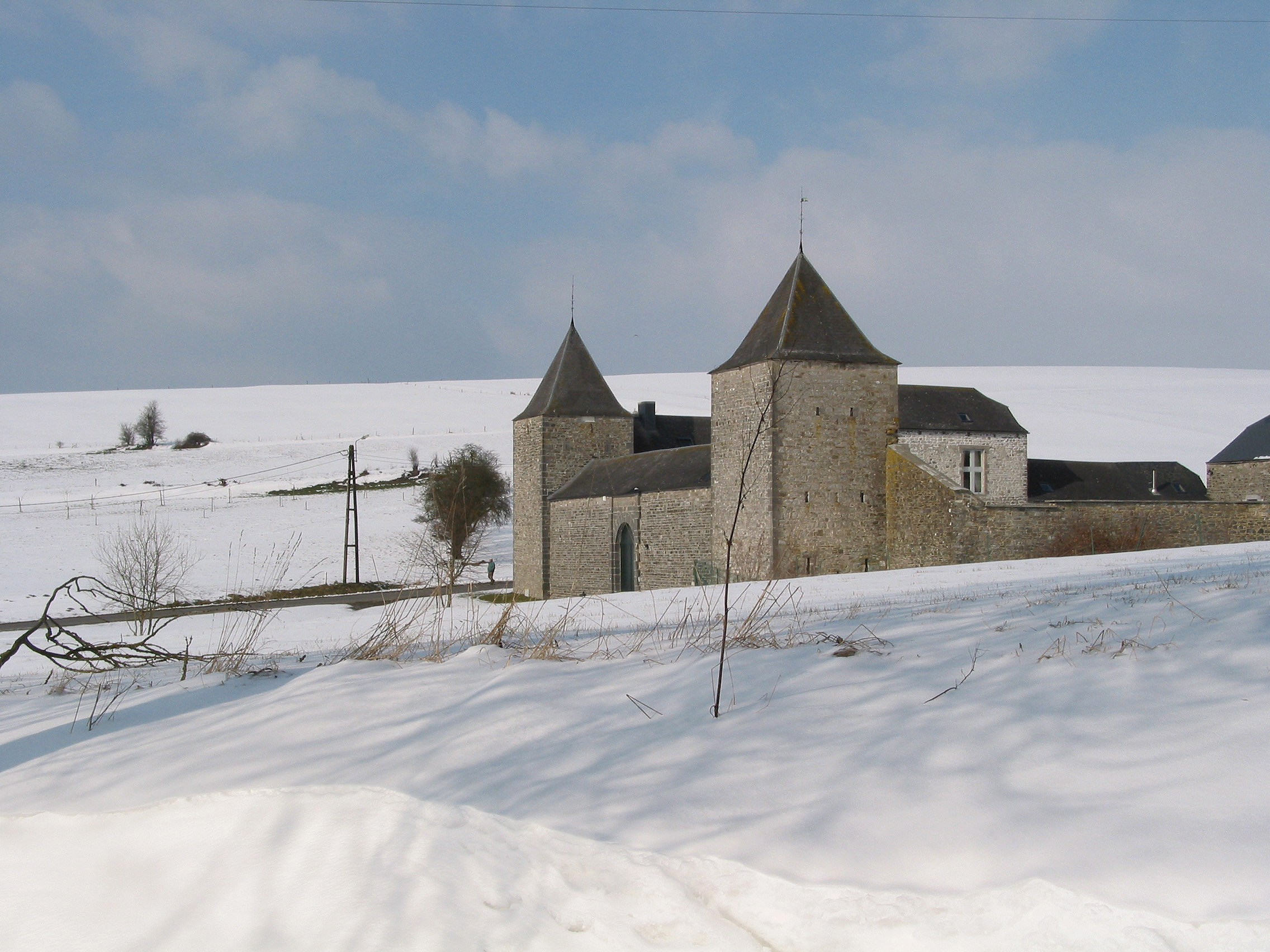
Hamois en hiver.
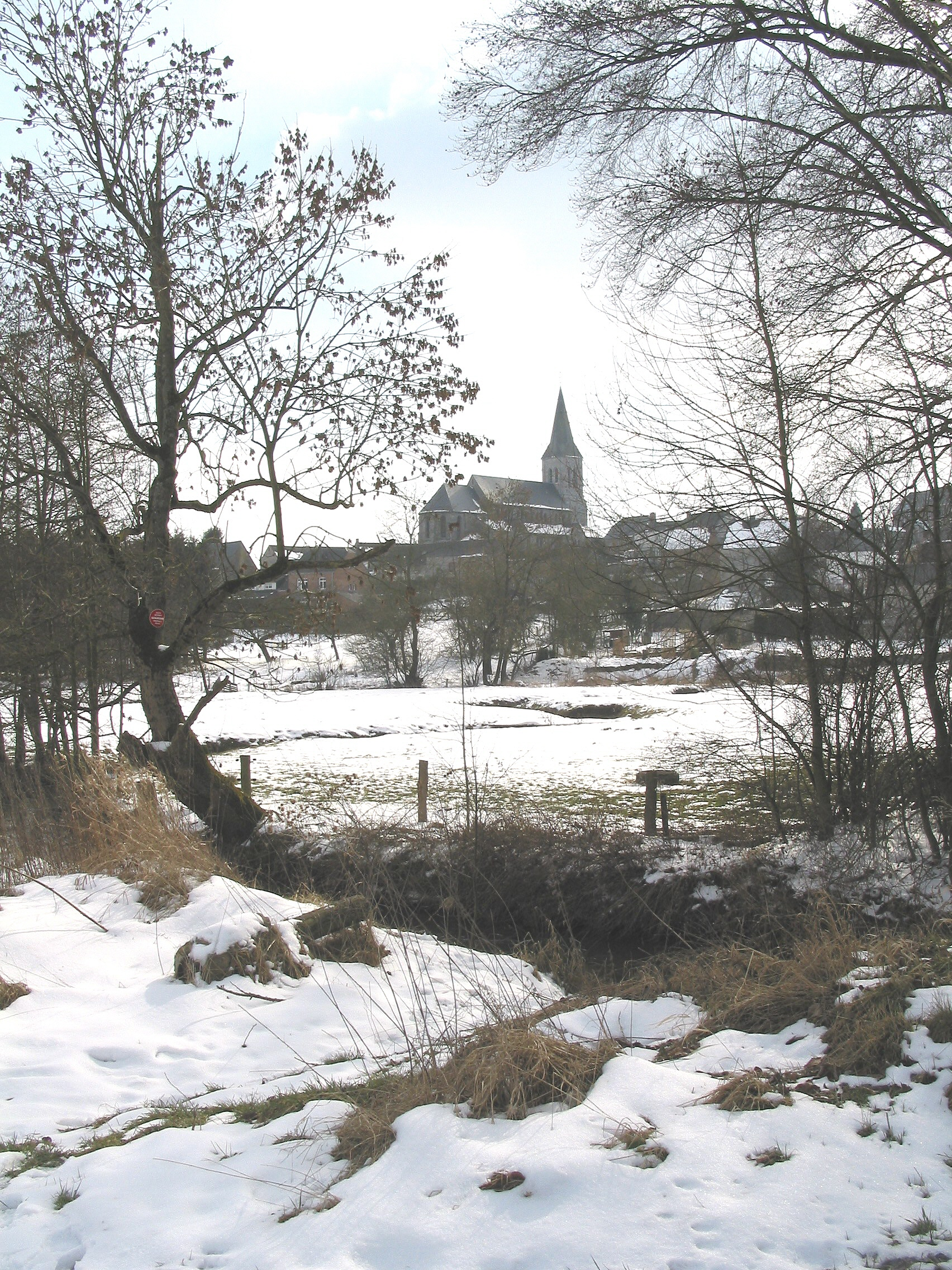
Hamois en hiver.
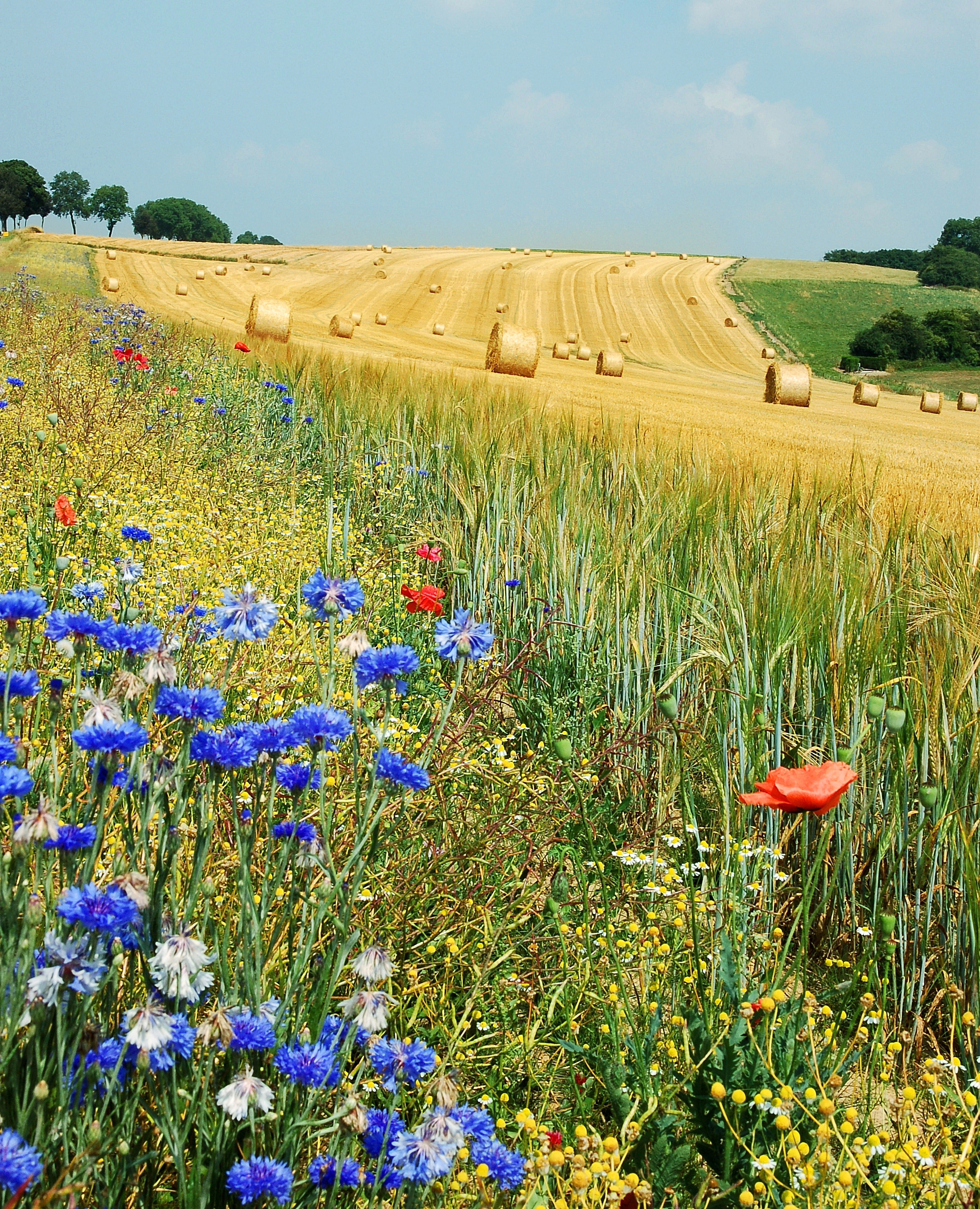
Champs d'été à Hamois, avec sur la droite le mémorial du crash d'un F-16 belge le 23 mars 1999.

## Personnalités liées à la commune
- Gauthier Dosimont (1966- ), dessinateur de bande dessinée ;
- Joseph Léonard (1912-1999), résistant belge naturalisé français, Compagnon de la Libération.